# ألاتاير
ألاتاير (بالروسية: Алатырь) هي إحدى مدن روسيا في الكيان الفدرالي الروسي تشوفاشيا. وتقع على نهر سورا ومقرنه مع نهر ألاتاير